# Sicignano degli Alburni (stacja kolejowa)
Sicignano degli Alburni (Sicignano) – stacja kolejowa w Sicignano degli Alburni, w regionie Kampania, we Włoszech. Znajdują się tu 2 perony.